# Louis Dufour
Louis-François Dufour Jr. (* 26. Juli 1901 in Les Avants; † 26. Oktober 1982 in Genf) war ein Schweizer Eishockeyspieler.

## Karriere
Auf Vereinsebene spielte er zunächst für den HC Les Avants und während des Ersten Weltkriegs beim HC Bellerive Vevey. 1919 wechselte er zum HC Rosey Gstaad, für den er bis 1931 aktiv war, wobei er 1921, 1924 und 1925 die Schweizer Meisterschaft gewann.
1931 zog er nach Paris und war dort bis 1937 für den Racing Club de France, Paris City Team, die Paris Canadiens und CSH Paris aktiv. Mit dem Racing Club nahm er 1932 am Spengler Cup teil. Zudem eröffnete er 1933 eine Eishockeyschule in Paris. Nach seinem Karriereende wurde er Eishockeytrainer.
Louis Dufour nahm für die Schweizer Nationalmannschaft an den Olympischen Sommerspielen 1920 in Antwerpen sowie an den Olympischen Winterspielen 1924 in Chamonix (ohne Einsatz) und 1928 in St. Moritz teil. Zudem stand er im Aufgebot seines Landes bei den Europameisterschaften 1924 und 1925, bei denen er jeweils die Bronzemedaille gewann: Zudem kam er bei der Europameisterschaft 1926 zum Einsatz, bei der er mit seiner Mannschaft die Goldmedaille gewann.

## Erfolge und Auszeichnungen
- 1921 Schweizer Meister mit dem HC Rosey Gstaad
- 1924 Schweizer Meister mit dem HC Rosey Gstaad
- 1924 Bronzemedaille bei der Europameisterschaft
- 1925 Schweizer Meister mit dem HC Rosey Gstaad
- 1925 Bronzemedaille bei der Europameisterschaft
- 1926 Goldmedaille bei der Europameisterschaft
- 1928 Bronzemedaille bei den Olympischen Winterspielen